# Oscar 2021
Cea de a 93-a ediție a Premiilor Academiei Americane de Film a avut loc la 25 aprilie 2021 la Los Angeles Union Station. Au fost premiate filme lansate în perioada 1 ianuarie 2020 - 28 februarie 2021.
Colectiv a devenit prima producție românească nominalizată vreodată la premiile Oscar, primind nominalizări la două categorii: cel mai bun film străin și cel mai bun documentar. Nu a câștigat la niciuna dintre categorii.
Inițial, ceremonia a fost programată la 28 februarie 2021, dar a fost amânată din cauza pandemiei de coronavirus (COVID-19).
Nominalizările au fost anunțate pe 15 martie 2021.
Premiul Oscar pentru cel mai bun mixaj sonor și Premiul Oscar pentru cea mai bună editare sonoră au fost combinate într-o singură nominalizare - Premiul Oscar pentru cel mai bun sunet, reducând astfel numărul de premii de la 24 la 23.

## Premii și nominalizări
Câștigătorii sunt enumerați primii, evidențiați cu  Text aldin și marcați cu semnul ‡.
| Best Picture - Nomadland – Mollye Asher, Dan Janvey, Frances McDormand, Peter Spears, and Chloé Zhao - The Father – Philippe Carcassonne, Jean-Louis Livi, and David Parfitt - Judas and the Black Messiah – Ryan Coogler, Charles D. King, and Shaka King - Mank – Ceán Chaffin, Eric Roth, and Douglas Urbanski - Minari – Christina Oh - Promising Young Woman – Ben Browning, Emerald Fennell, Ashley Fox, and Josey McNamara - Sound of Metal – Bert Hamelinck and Sacha Ben Harroche - The Trial of the Chicago 7 – Stuart M. Besser and Marc Platt | Best Director - Chloé Zhao – Nomadland - Thomas Vinterberg – Another Round - David Fincher – Mank - Lee Isaac Chung – Minari - Emerald Fennell – Promising Young Woman |
| Best Actor - Anthony Hopkins – The Father as Anthony - Riz Ahmed – Sound of Metal as Ruben Stone - Chadwick Boseman – Ma Rainey's Black Bottom as Levee Green (posthumous nomination) - Gary Oldman – Mank as Herman J. Mankiewicz - Steven Yeun – Minari as Jacob Yi | Best Actress - Frances McDormand – Nomadland as Fern - Viola Davis – Ma Rainey's Black Bottom as Ma Rainey - Andra Day – The United States vs. Billie Holiday as Billie Holiday - Vanessa Kirby – Pieces of a Woman as Martha Weiss - Carey Mulligan – Promising Young Woman as Cassandra "Cassie" Thomas |
| Best Supporting Actor - Daniel Kaluuya – Judas and the Black Messiah as Fred Hampton - Sacha Baron Cohen – The Trial of the Chicago 7 as Abbie Hoffman - Leslie Odom Jr. – One Night in Miami... as Sam Cooke - Paul Raci – Sound of Metal as Joe - Lakeith Stanfield – Judas and the Black Messiah as William "Bill" O'Neal | Best Supporting Actress - Youn Yuh-jung – Minari as Soon-ja - Maria Bakalova – Borat Subsequent Moviefilm as Tutar Sagdiyev - Glenn Close – Hillbilly Elegy as Bonnie "Mamaw" Vance - Olivia Colman – The Father as Anne - Amanda Seyfried – Mank as Marion Davies |
| Best Original Screenplay - Promising Young Woman – Emerald Fennell - Judas and the Black Messiah – Screenplay by Will Berson and Shaka King; Story by Will Berson, Shaka King, Keith Lucas, and Kenny Lucas - Minari – Lee Isaac Chung - Sound of Metal – Screenplay by Abraham Marder and Darius Marder; Story by Derek Cianfrance and Darius Marder - The Trial of the Chicago 7 – Aaron Sorkin | Best Adapted Screenplay - The Father – Christopher Hampton and Florian Zeller; based on the play by Zeller - Borat Subsequent Moviefilm – Screenplay by Sacha Baron Cohen, Peter Baynham, Jena Friedman, Anthony Hines, Lee Kern, Dan Mazer, Erica Rivinoja, and Dan Swimer; Story by Sacha Baron Cohen, Anthony Hines, Nina Pedrad, and Dan Swimer; based on the character by Baron Cohen - Nomadland – Chloé Zhao; based on the book by Jessica Bruder - One Night in Miami... – Kemp Powers; based on his play - The White Tiger – Ramin Bahrani; based on the novel by Aravind Adiga                                    |
| Best Animated Feature Film - Soul – Pete Docter and Dana Murray - Onward – Dan Scanlon and Kori Rae - Over the Moon – Peilin Chou, Glen Keane, and Gennie Rin - A Shaun the Sheep Movie: Farmageddon – Will Becher, Paul Kewley, and Richard Phelan - Wolfwalkers – Tomm Moore, Stéphan Roelants, Ross Stewart, and Paul Young | Best International Feature Film - Another Round (Denmark) in Danish – directed by Thomas Vinterberg - Better Days (Hong Kong) in Mandarin – directed by Derek Tsang - Collective (Romania) in Romanian – directed by Alexander Nanau - The Man Who Sold His Skin (Tunisia) in Arabic – directed by Kaouther Ben Hania - Quo Vadis, Aida? (Bosnia and Herzegovina) in Bosnian – directed by Jasmila Žbanić |
| Best Documentary Feature - My Octopus Teacher – Pippa Ehrlich, James Reed, and Craig Foster - Collective – Alexander Nanau and Bianca Oana - Crip Camp – Sara Bolder, Jim LeBrecht, and Nicole Newnham - The Mole Agent – Maite Alberdi and Marcela Santibáñez - Time – Garrett Bradley, Lauren Domino, and Kellen Quinn | Best Documentary Short Subject - Colette – Anthony Giacchino and Alice Doyard - A Concerto Is a Conversation – Ben Proudfoot and Kris Bowers - Do Not Split – Anders Sømme Hammer and Charlotte Cook - Hunger Ward – Skye Fitzgerald and Michael Shueuerman - A Love Song for Latasha – Sophia Nahli Allison and Janice Duncan |
| Best Live Action Short Film - Two Distant Strangers – Travon Free and Martin Desmond Roe - Feeling Through – Doug Roland and Susan Ruzenski - The Letter Room – Elvira Lind and Sofia Sondervan - The Present – Ossama Bawardi and Farah Nabulsi - White Eye – Shira Hochman and Tomer Shushan | Best Animated Short Film - If Anything Happens I Love You – Michael Govier and Will McCormack - Burrow – Michael Capbarat and Madeline Sharafian - Genius Loci – Adrien Mérigeau and Amaury Ovise - Opera – Erick Oh - Yes-People – Arnar Gunnarsson and Gísli Darri Halldórsson |
| Best Original Score - Soul – Jon Batiste, Trent Reznor, and Atticus Ross - Da 5 Bloods – Terence Blanchard - Mank – Trent Reznor and Atticus Ross - Minari – Emile Mosseri - News of the World – James Newton Howard | Best Original Song - "Fight for You" from Judas and the Black Messiah – Music by Dernst Emile II and H.E.R.; lyrics by H.E.R. and Tiara Thomas - "Hear My Voice" from The Trial of the Chicago 7 – Music by Daniel Pemberton; lyrics by Celeste Waite and Daniel Pemberton - "Husavik" from Eurovision Song Contest: The Story of Fire Saga – Music and lyrics by Rickard Göransson, Fat Max Gsus, and Savan Kotecha - "Io sì (Seen)" from The Life Ahead – Music by Diane Warren; lyrics by Laura Pausini and Diane Warren - "Speak Now" from One Night in Miami... – Music and lyrics by Sam Ashworth and Leslie Odom Jr. |
| Best Sound - Sound of Metal – Jaime Baksht, Nicolas Becker, Phillip Bladh, Carlos Cortés, and Michelle Couttolenc - Greyhound – Beau Borders, Michael Minkler, Warren Shaw, and David Wyman - Mank – Ren Klyce, Drew Kunin, Jeremy Molod, Nathan Nance, and David Parker - News of the World – William Miller, John Pritchett, Mike Prestwood Smith, and Oliver Tarney - Soul – Coya Elliott, Ren Klyce, and David Parker | Best Production Design - Mank – Production Design: Donald Graham Burt; Set Decoration: Jan Pascale - The Father – Production Design: Peter Francis; Set Decoration: Cathy Featherstone - Ma Rainey's Black Bottom – Production Design: Mark Ricker; Set Decoration: Karen O'Hara and Diana Stoughton - News of the World – Production Design: David Crank; Set Decoration: Elizabeth Keenan - Tenet – Production Design: Nathan Crowley; Set Decoration: Kathy Lucas |
| Best Cinematography - Mank – Erik Messerschmidt - Judas and the Black Messiah – Sean Bobbitt - News of the World – Dariusz Wolski - Nomadland – Joshua James Richards - The Trial of the Chicago 7 – Phedon Papamichael | Best Makeup and Hairstyling - Ma Rainey's Black Bottom – Sergio López-Rivera, Mia Neal, and Jamika Wilson - Emma – Laura Allen, Marese Langan, and Claudia Stolze - Hillbilly Elegy – Patricia Dehaney, Eryn Krueger Mekash, and Matthew W. Mungle - Mank – Colleen LaBaff, Kimberley Spiteri, and Gigi Williams - Pinocchio – Dalia Colli, Mark Coulier, and Francesco Pegoretti |
| Best Costume Design - Ma Rainey's Black Bottom – Ann Roth - Emma – Alexandra Byrne - Mank – Trish Summerville - Mulan – Bina Daigeler - Pinocchio – Massimo Cantini Parrini | Best Film Editing - Sound of Metal – Mikkel E. G. Nielsen - The Father – Yorgos Lamprinos - Nomadland – Chloé Zhao - Promising Young Woman – Frédéric Thoraval - The Trial of the Chicago 7 – Alan Baumgarten |
| Best Visual Effects - Tenet – Scott R. Fisher, Andrew Jackson, David Lee, and Andrew Lockley - Love and Monsters – Genevieve Camilleri, Brian Cox, Matt Everitt, and Matt Sloan - The Midnight Sky – Matthew Kasmir, Chris Lawrence, Max Solomon, and David Watkins - Mulan – Sean Andrew Faden, Steve Ingram, Anders Langlands, and Seth Maury - The One and Only Ivan – Nick Davis, Greg Fisher, Ben Jones, and Santiago Colomo Martínez | |